# Azhiadar-Unkur
Azhiadar-Unkur es una cueva situada cerca del cañón Dangi en Aravan, Kirguistán. La cueva consta de un gran túnel que se adentra más de 120 metros en una montaña de piedra caliza. Sirve de refugio a una colonia de murciélagos a los que es posible escuchar mucho antes de llegar a los alrededores de la cueva.
A doscientos metros de Azhiadar-Unkur, en la misma ladera sur, hay otra cavidad de 60 metros de profundidad abierta en forma descendente. La cueva tiene dos entradas: una entrada natural, en forma de un karst de 20 metros de profundidad, y una artificial, que permite el acceso a las personas a la parte inferior.